# Campionato europeo della montagna 2011

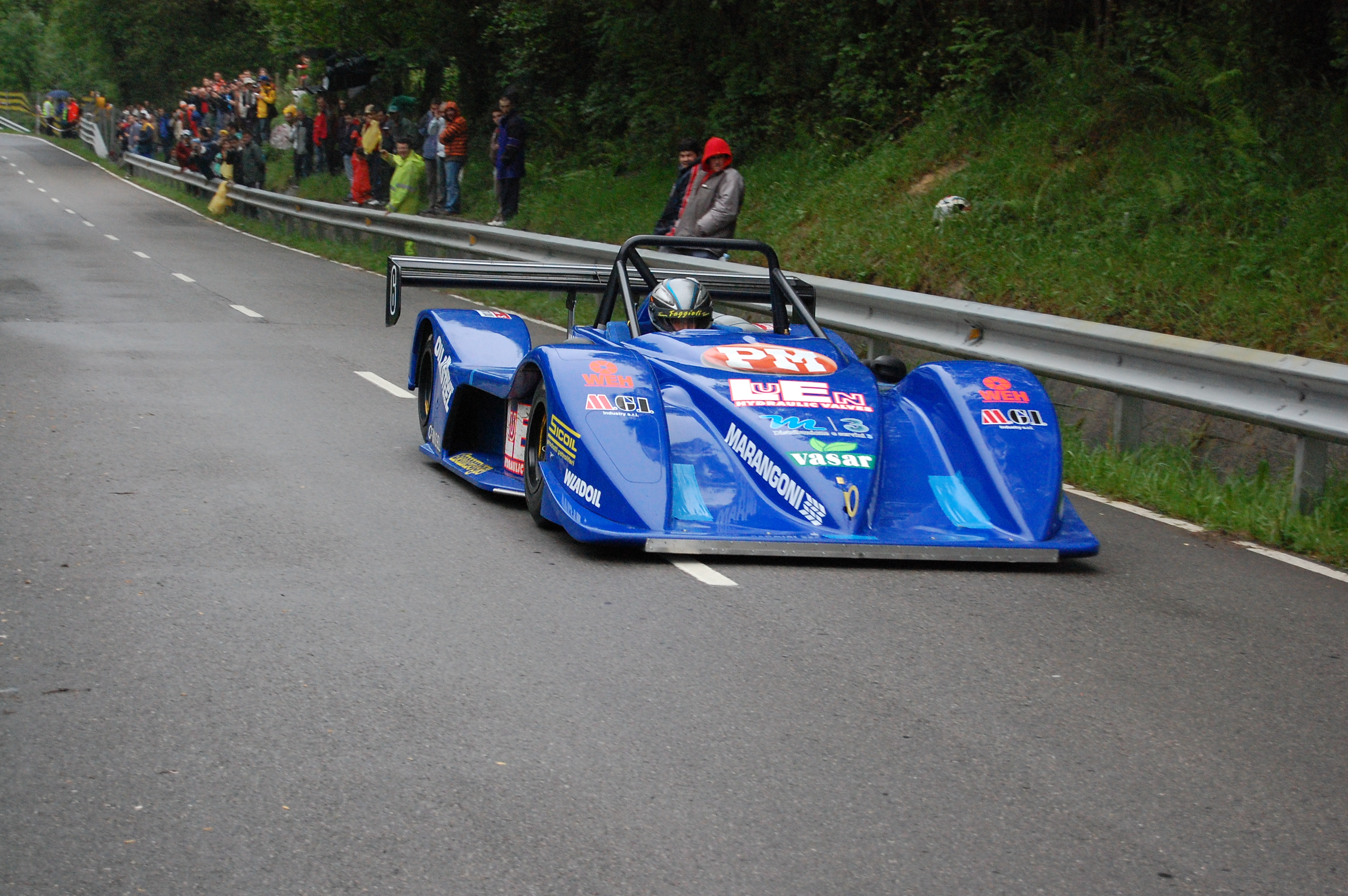
Faggioli, al volante della Osella, campione per la 4ª volta nella classe regina

Il Campionato europeo della montagna 2011, sessantunesima edizione della manifestazione organizzata dalla Federazione Internazionale dell'Automobile, si svolse dal 16 aprile al 18 settembre 2011 su dodici tappe disputatesi in dieci paesi (soltanto Italia e Francia ospitarono due eventi nella stagione).
La vittoria nella classe regina (la Categoria II) andò al toscano Simone Faggioli, al suo quarto alloro europeo, al volante della Osella FA30-Zytek mentre in Categoria I fu lo sloveno Aleš Prek, quarto nel 2010, ad aggiudicarsi il titolo guidando una Mitsubishi Lancer Evo IX Gr. N.

## Calendario prove
| Tappa | Data         | Corsa                                              | Sede                       | Vincitore                           |
| ----- | ------------ | -------------------------------------------------- | -------------------------- | ----------------------------------- |
| 1     | 16 aprile    | Course de Côte Saint Jean du Gard Col Saint Pierre | Saint-Jean-du-Gard Francia | Simone Faggioli - Osella FA30-Zytek |
| 2     | 30 aprile    | Grosser Bergpreis von Oesterreich - Rechbergrennen | Tulwitz Austria            | Simone Faggioli - Osella FA30-Zytek |
| 3     | 15 maggio    | Subida Internacional al Fito                       | Arriondas Spagna           | Guy Demut - Osella FA30-Zytek       |
| 4     | 22 maggio    | Rampa Internacional da Falperra                    | Braga Portogallo           | Fausto Bormolini - Reynard K02      |
| 5     | 6 giugno     | 40. ADAC/RTT Bergrennen Trier                      | Fell Germania              | Marcel Steiner - Osella FA30-Zytek  |
| 6     | 12 giugno    | Ecce Homo 2011                                     | Šternberk Rep. Ceca        | Simone Faggioli - Osella FA30-Zytek |
| 7     | 3 luglio     | 61ª Trento-Bondone                                 | Trento Italia              | Simone Faggioli - Osella FA30-Zytek |
| 8     | 10 luglio    | 48ª Coppa Bruno Carotti                            | Rieti Italia               | Marco Iacoangeli - BMW 320i E36     |
| 9     | 7 agosto     | Course de Côte du Mont Dore Chambon sur Lac        | Chambon-sur-Lac Francia    | Simone Faggioli - Osella FA30-Zytek |
| 10    | 21 agosto    | Course de côte St-Ursanne - Les Rangiers           | Saint-Ursanne Svizzera     | Marcel Steiner - Osella FA30-Zytek  |
| 11    | 28 agosto    | GHD Ilirska Bistrica 2011                          | Ilirska Bistrica Slovenia  | Simone Faggioli - Osella FA30-Zytek |
| 12    | 18 settembre | Buzetski dani 2011                                 | Buzet Croazia              | Simone Faggioli - Osella FA30-Zytek |

## Classifiche

### Categoria I
| Pos | Pilota            | Vettura                    | Francia (bandiera) | Austria (bandiera) | Spagna (bandiera) | Portogallo (bandiera) | Germania (bandiera) | Rep. Ceca (bandiera) | Italia (bandiera) | Italia (bandiera) | Francia (bandiera) | Svizzera (bandiera) | Slovenia (bandiera) | Croazia (bandiera) | Pts |
| --- | ----------------- | -------------------------- | ------------------ | ------------------ | ----------------- | --------------------- | ------------------- | -------------------- | ----------------- | ----------------- | ------------------ | ------------------- | ------------------- | ------------------ | --- |
| 1   | Aleš Prek         | Mitsubishi Lancer Evo IX   | 25                 | 0                  | 25                | 25                    | 25                  | 25                   | 25                | 25                | 25                 | 0                   | 18                  | 0                  | 218 |
| 2   | Lukas Vojacek     | Mitsubishi Lancer Evo VIII | 0                  | 15                 | 18                | 18                    | 25                  | 25                   | 0                 | 12                | 18                 | 25                  | 18                  | 25                 | 199 |
| 3   | Dusan Borkovic    | Mitsubishi Lancer Evo IX   | 0                  | 25                 | 18                | 18                    | 18                  | 0                    | 18                | 18                | 18                 | 0                   | 25                  | 25                 | 183 |
| 4   | Pawel Dytko       | Mitsubishi Lancer Evo X    | 15                 | 15                 | 15                | 15                    | 0                   | 18                   | 0                 | 15                | 15                 | 15                  | 0                   | 0                  | 123 |
| 5   | Jaromir Maly      | Subaru Impreza STi         | 0                  | 18                 | 0                 | 0                     | 18                  | 0                    | 0                 | 8                 | 25                 | 12                  | 25                  | 0                  | 106 |
| 6   | Gabriella Pedroni | Mitsubishi Lancer Evo VIII | 18                 | 6                  | 10                | 15                    | 12                  | 0                    | 6                 | 4                 | 0                  | 10                  | 10                  | 10                 | 101 |
| 7   | Jiri Los          | Mitsubishi Lancer Evo IX   | 10                 | 8                  | 12                | 12                    | 0                   | 6                    | 0                 | 2                 | 10                 | 12                  | 12                  | 0                  | 84  |
| 8   | Roland Wanek      | Mitsubishi Lancer Evo IX   | 18                 | 12                 | 0                 | 0                     | 15                  | 15                   | 0                 | 0                 | 12                 | 0                   | 0                   | 0                  | 72  |
| 9   | Roger Schnellmann | Mitsubishi Lancer Evo VIII | 0                  | 25                 | 0                 | 0                     | 15                  | 0                    | 0                 | 0                 | 0                  | 18                  | 0                   | 0                  | 58  |
| 10  | Oskar Benes       | Mitsubishi Lancer Evo X    | 12                 | 0                  | 0                 | 0                     | 10                  | 0                    | 0                 | 0                 | 0                  | 0                   | 15                  | 18                 | 55  |

### Categoria II
| Pos | Pilota           | Vettura           | Francia (bandiera) | Austria (bandiera) | Spagna (bandiera) | Portogallo (bandiera) | Germania (bandiera) | Rep. Ceca (bandiera) | Italia (bandiera) | Italia (bandiera) | Francia (bandiera) | Svizzera (bandiera) | Slovenia (bandiera) | Croazia (bandiera) | Pts   |
| --- | ---------------- | ----------------- | ------------------ | ------------------ | ----------------- | --------------------- | ------------------- | -------------------- | ----------------- | ----------------- | ------------------ | ------------------- | ------------------- | ------------------ | ----- |
| 1   | Simone Faggioli  | Osella FA30-Zytek | 25                 | 25                 | 0                 | 0                     | 0                   | 25                   | 25                | 0                 | 25                 | 0                   | 25                  | 25                 | 175   |
| 2   | Adriano Zerla    | Osella PA30       | 0                  | 25                 | 0                 | 25                    | 25                  | 18                   | 0                 | 0                 | 0                  | 0                   | 12.5                | 8                  | 113.5 |
| 3   | Fausto Bormolini | Reynard K02       | 2                  | 0                  | 15                | 25                    | 18                  | 4                    | 0                 | 0                 | 8                  | 0                   | 18                  | 12                 | 102   |
| 4   | Guy Demuth       | Osella FA30-Zytek | 4                  | 0                  | 25                | 12                    | 1                   | 0                    | 8                 | 0                 | 18                 | 0                   | 8                   | 18                 | 94    |
| 5   | Otakar Kramsky   | Reynard K11       | 6                  | 0                  | 8                 | 18                    | 15                  | 12                   | 0                 | 0                 | 6                  | 0                   | 12                  | 15                 | 92    |
| 6   | Milos Benes      | Ralt RT23 F3000   | 0                  | 10                 | 18                | 15                    | 4                   | 18                   | 0                 | 0                 | 2                  | 0                   | 10                  | 10                 | 87    |
| 7   | Maurizio Roasio  | Osella PA30-Zytek | 0                  | 12                 | 0                 | 15                    | 15                  | 15                   | 0                 | 0                 | 7.5                | 0                   | 9                   | 12.5               | 86    |
| 8   | Petr Vitek       | Osella PA20S-BMW  | 0                  | 0                  | 18                | 12                    | 18                  | 12                   | 0                 | 0                 | 9                  | 0                   | 7.5                 | 9                  | 85.5  |
| 9   | Georg Plasa      | BMW 134 V8 Judd   | 12.5               | 18                 | 12.5              | 12.5                  | 25                  | 0                    | 0                 | 0                 | 0                  | 0                   | 0                   | 0                  | 80.5  |
| 10  | Vaclav Janik     | Lola B02/50       | 10                 | 0                  | 12                | 10                    | 10                  | 10                   | 12                | 0                 | 1                  | 0                   | 6                   | 6                  | 77    |